# エンドレス/繰り返される悪夢
『エンドレス/繰り返される悪夢』（エンドレス/くりかえされるあくむ、原題：하루、英題：A Day）は、2017年公開の韓国のミステリースリラー映画。
Cho Sun-hoが監督を務め、キム・ミョンミンとピョン・ヨハンが主演した。

## あらすじ
医師のキム・ジュニョンが娘のウンジョンと会うために約束した場所へと車を走らせていると、交通事故の現場に遭遇する。事故では、女性が亡くなり、巻き込まれた形で娘も撥ねられ亡くなっていることが判明する。しかし、その瞬間、事故の2時間前にいた場所で目を覚ます。
ジュニョンは娘を助けようとするが失敗し、その2時間が何度も繰り返されることになる。
一方、事故で亡くなった女性の夫のミンチュルもまた、その日を繰り返し体験していた。そして、ジュニョンの前に現れたミンチュルだったが、二人とも何があっても愛する人を救うことはできない運命のようであった。
その後、二人は、父親の同意なしに心臓を移植された子どもの父親で、以前にミンチュルの不注意で事故を起こした男が、それぞれの愛する人を殺して復讐しようとしているために、その日が繰り返されていることを突き止める。
二人は、その父親の子どもの心臓が娘の中にあることを知り、父親と和解する。そして、息子の見えざる力を感じた父親は、罪を償おうと死を選ぶが、時間は巻き戻り、すべてが元通りになる。
ジュニョンが報道陣を前に極秘で行われた心臓移植について謝罪と説明をする。

## キャスト
- キム・ジュニョン - キム・ミョンミン

世界的な外科医。悲劇のタイムループに囚われてしまう一人。
- リー・ミンチュル - ピョン・ヨハン（英語版）

救急隊員。悲劇のタイムループに囚われてしまう一人。
- ガンシク - ユ・ジェミョン
- ウンジョン - チョ・ウニョン
- ミギョン - シン・ヘソン
- Yong-sun - イム・ジギュ（英語版）
- Hee-joo - Kim Chae-yeon
- Dong-soo - Jang Dae-woong
- Kim Kyung-wi - Kim Hyeong-beom
- Ha-roo - Kim Ye-joon
- 客室乗務員 - Lee Yoo-ha
- Suk-hoon's mother - Han Hee-jung
- Suk-ikjhu - Park Min-soo

## 評価

### 受賞とノミネート
| 年   | 賞                     | 部門                                       | 授与対象                        | 結果   |
| ---- | ---------------------- | ------------------------------------------ | ------------------------------- | ------ |
| 2017 | ファンタジア国際映画祭 | Audience Award for Best Asian Feature Film | 『エンドレス/繰り返される悪夢』 | Bronze |
| 2018 | ポルト国際映画祭       | Special Mention                            | 『エンドレス/繰り返される悪夢』 | 受賞   |

## 備考
主役のキム・ミョンミンとピョン・ヨハンは、韓国時代劇『六龍が飛ぶ』で共演したことがある。
この映画は、主人公が政治的暗殺につながるタイムループに陥ってしまう、南インドの政治ドラマ映画『Maanaadu』からインスピレーションを得た作品である。